# Anthyllis lemanniana
Anthyllis lemanniana är en ärtväxtart som beskrevs av Richard Thomas. Lowe. Anthyllis lemanniana ingår i släktet getväpplingar, och familjen ärtväxter. IUCN kategoriserar arten globalt som otillräckligt studerad. Inga underarter finns listade i Catalogue of Life.